# Cintra, S.A.
Cintra, S.A. (Concesiones de Infraestructuras de Transporte) (BMAD CIN) és un operador internacional d'autopistes de peatge, d'aparcaments i d'estacionament regulat. Les seves accions es negocien a la Borsa de Madrid i va formar part de l'índex Ibex 35. El principal accionista de Cintra és Ferrovial amb un 67%. Les carreteres operades per Cintra inclouen l'Autopista 407 (Ontario), Chicago Skyway, la carretera de peatge d'Indiana i nombroses carreteres espanyoles.

## Autopistes dirigides per Cintra
- Ausol Ausol[3]
- Autema - Autema[4]
- Autopista M-45 - Autopista M-45[5]
- Autopista R-4 - Autopista R-4[6]
- Autopista Madrid-Levante - Autopista Madrid-Levante[7]
- Autopista M-203
- Eurolink M4 - Eurolink M4[8]
- 407 ETR - ETR 407[9]
- Euroscut Algarve
- Euroscut Norte Litoral
- Chicago Skyway - Chicago Skyway[10]